# Шлеп
У одећи, шлеп описује дугачак задњи део огртача, капута, огртача, сукње, сукње или хаљине који се вуку иза носиоца.
Уобичајен је део академске ношње, дворске одеће или дворске униформе. Такође је уобичајен део женских свечаних вечерњих хаљина или венчаница .

## Врсте шлепова

### Мода
- Судски шлеп – Ношен за формалне судске прилике, судски шлеп је морао да се придржава строгих кодекса облачења који су се разликовали од суда до суда. На пример, француски судски законик који је 1804. године поставио Жан-Батист Изабеј прописао је максималну ширину од четири инча за везене ивице шлепова за оне који не носе краљевске породице. [1] У Британији се захтевало да буде најмање три јарда у дужини.
- Двоструки шлеп – Два шлепа причвршћена за исту хаљину, или један воз подељен на два воза.
- Полу-шлеп – Кратак шлеп формиран тако што је задњи део одеће нешто дужи од предњег. [2]

### Венчаница
Шлеп у модерној свадбеној ношњи имају своју терминологију:
- Катедрални шлеп – може да мери до 2,4 метара. [3] [4]
- Дворски шлеп – у терминологији за младенце, дворски шлеп је уски шлеп који се протеже 1 метар иза. [3]

## Шлеп као део униформе
Шлеп је уобичајена карактеристика краљевских мантија краљева и принчева, као и мантија многих витешких редова.
Службеници старијих, традиционалних универзитета углавном носе препознатљиву и сложенију одећу. Канцелар и вицеканцелар могу да носе црну хаљину од дамаста са дугим шлепом.    У Француској је шлеп обично закачен за унутрашњу страну огртача.
Одећа француског суда укључује шлеп, који је сада закопчан са унутрашње стране огртача и окачен тракама од тканине, остатак некадашње праксе да адвокати носе своје шлепове. 
Лорд-градоначелник Лондона такође носи огртач са шлепом. 
Обучена хаљина, cappa magna (велики огртач) остаје у употреби у католичкој цркви за одређене церемонијалне прилике. Кардинали, бискупи и неки други почасни прелати имају право да носе капу магну, али на територији њихове јурисдикције. 
За мушке вршњаке, крунски огртач је огртач од гримизног сомота који се протеже до стопала, отворен напред (са белим свиленим сатенским краватама) са возом који се вуче иза.  Парламентарни огртач британског вршњака је одећа пуне дужине од скерлетне вуне са крагном од белог минивер крзна, изрезан као шлеп, али се обично држи закачена унутар одеће. 

## Историја
Шлепови су опали у популарности крајем 19. века када су били на мети кампања јавног здравља у Европи и Сједињеним Државама које су тврдиле да уносе клице са улица у домове корисника. Ово издање је било тема карикатуре објављеног у Puck  1900. године под насловом „Сукња која заостаје: Смрт воли сјајни траг“. 

## Галерија
- Лорд врховни судија, 2013
- Гримизна хаљина, са шлепом, Лорд градоначелник Лондона
- Државни канцелар
- Мантија витезова Реда Светог Духа, Француска
- Крунидбене хаљине грофа, Вилијама Пита
- Кардинал Роде носи зимску капу магну
- Српски православни епископ у мантијама
- Пруски краљ Фридрих Виљем IV у мантији
- Изабела Баварска са дугим шлепом обложеним хермелинама; крајем 14. или почетком 15. века
- Мантуа са шлепом, 1698
- Паулина Бонапарта, шлеп причвршћен на нивоу груди, који је представио Наполеон, [13] 1808.
- Дворска хаљина и шлеп, енглески, 1822
- Бразилска царица Тереза Кристина у хаљини и шлепом од зеленог сомота са златним везом, 1864.
- Вечерња хаљина са шлепом, 1883
- Дворска хаљина и шлеп, 1897
- Кратка венчаница са дугим шлепом. 1920-их
- Јапанска млада у белој хаљини са шлепом, 2007